# Premio Ammodo de Arquitectura 2024
Los Premios de Arquitectura Ammodo 2024 (Ammodo Architecture Awards 2024 en inglés) fueron la primera edición del Premio de Arquitectura Ammodo, fundados por Stichting Ammodo en Holanda. Los premios tienen como objetivo promover la arquitectura social y ecológicamente responsable en todo el mundo.
Los premiados son categorizados en los ítemes Arquitectura Social, Compromiso Social y Escala Local. 

## Elegibilidad
Las obras elegibles fueron proyectos finalizados o en construcción entre enero de 2020 y diciembre de 2023. 

## Jurado
El jurado de esta edición estuvo integrado por los arquitectos Joumana El Zein Khoury, Andrés Jaque, Anupama Kundoo, Floris Alkemade y Mariam Kamara. Mientras que la red de embajadores incluyó a los especialistas Alejandro Echeverri, Carson Chan, Daan Roggeveen, Dan Hill, Davina Rooney, Dirk Hebel, Elizabeth Pigou-Dennis, Ethan Kent, Geeta Mehta, Malu Borja López, Mateja Kurir, May al-Ibrashy, Naomi Hoogervorst, Nicolás Valencia, Patti Anahory, Tau Tavengwa y Aric Chen.

## Premios

### Escala local
En esta categoría están las obras locales, autogestionadas y con enfoque social y ecológico.
| Autor(es)                    | Obra                                                     | País      |
| ---------------------------- | -------------------------------------------------------- | --------- |
| Asiye eTafuleni              | Guardería infantil de la calle Brook de Warwick Junction | Sudáfrica |
| CACP/YIIIE Architects        | Proyecto Creativo de Arte Comunitario (CACP)             | Porcelana |
| Chaal.Chaal.Agency           | Diseño de infraestructuras (in)constantes                | India     |
| Studio Chahar                | Sendero comunitario del Museo Gouron                     | Irán      |
| Ad Urbis                     | Lugar de encuentro para la pedagogía urbana              | Cuba      |
| Cooperativa CIMBRA           | Centro de Valor Agregado Comunitario                     | Argentina |
| Colectivo Aula Viva          | Jardín Maloka                                            | Colombia  |
| Alsar-Atelier + Oscar Zamora | Prototipo de captador de niebla comunitario              | Colombia  |
| Habitable                    | Centro comunitario del grupo familiar 10 de julio        | Perú      |

### Compromiso social
Esta categoría premia a arquitectos y arquitectas que estén en una etapa intermedia en su trayectoria y busquen dar "el siguiente paso en la búsqueda de una arquitectura social y ecológicamente responsable".
| Autor(es)                         | Obra                                                  | País         |
| --------------------------------- | ----------------------------------------------------- | ------------ |
| Outros Bairros Initiative         | Iniciativa Otros Barrios                              | Cabo Verde   |
| StudioPOD                         | Una milla verde                                       | India        |
| Decoratelier Jozef Wouters        | FLUJO por POOL ES COOL                                | Bélgica      |
| Falk Schneemann Architektur FSA   | Vivir encima de los garajes                           | Alemania     |
| Natrufied Architecture            | Cooperación de Warren                                 | Países Bajos |
| Studio Propolis                   | El santuario de Bronwen                               | Reino Unido  |
| Instituto IAMÍ                    | Arquitectura en la periferia                          | Brasil       |
| Estudio Flume                     | Centro de referencia para recolectores de coco babasú | Brasil       |
| Duque Motta & AA y MAPAA          | Escuela Rural Pivadenco                               | Chile        |
| Puente + COONVITE                 | Bosque de la memoria                                  | Colombia     |
| RAMA estudio                      | Callejones Sustentables                               | Ecuador      |
| Natura Futura + Juan Carlos Bamba | Las Tejedoras                                         | Ecuador      |

### Arquitectura social
Esta categoría premia a dos arquitectos u oficinas destacadas por su excelencia en el desarrollo de una arquitectura social y ecológicamente responsable.
| Autor(es)                        | Obra                     | País   |
| -------------------------------- | ------------------------ | ------ |
| Yamazaki Kentaro Design Workshop | Casa larga con un Engawa | Japón  |
| Lacol                            | La Balma                 | España |